# Lexington (Nebraska)
Lexington je grad u američkoj saveznoj državi Nebraska. Prema popisu stanovništva iz 2010. u njemu je živjelo 10,230 stanovnika.